# Helmut Kuß

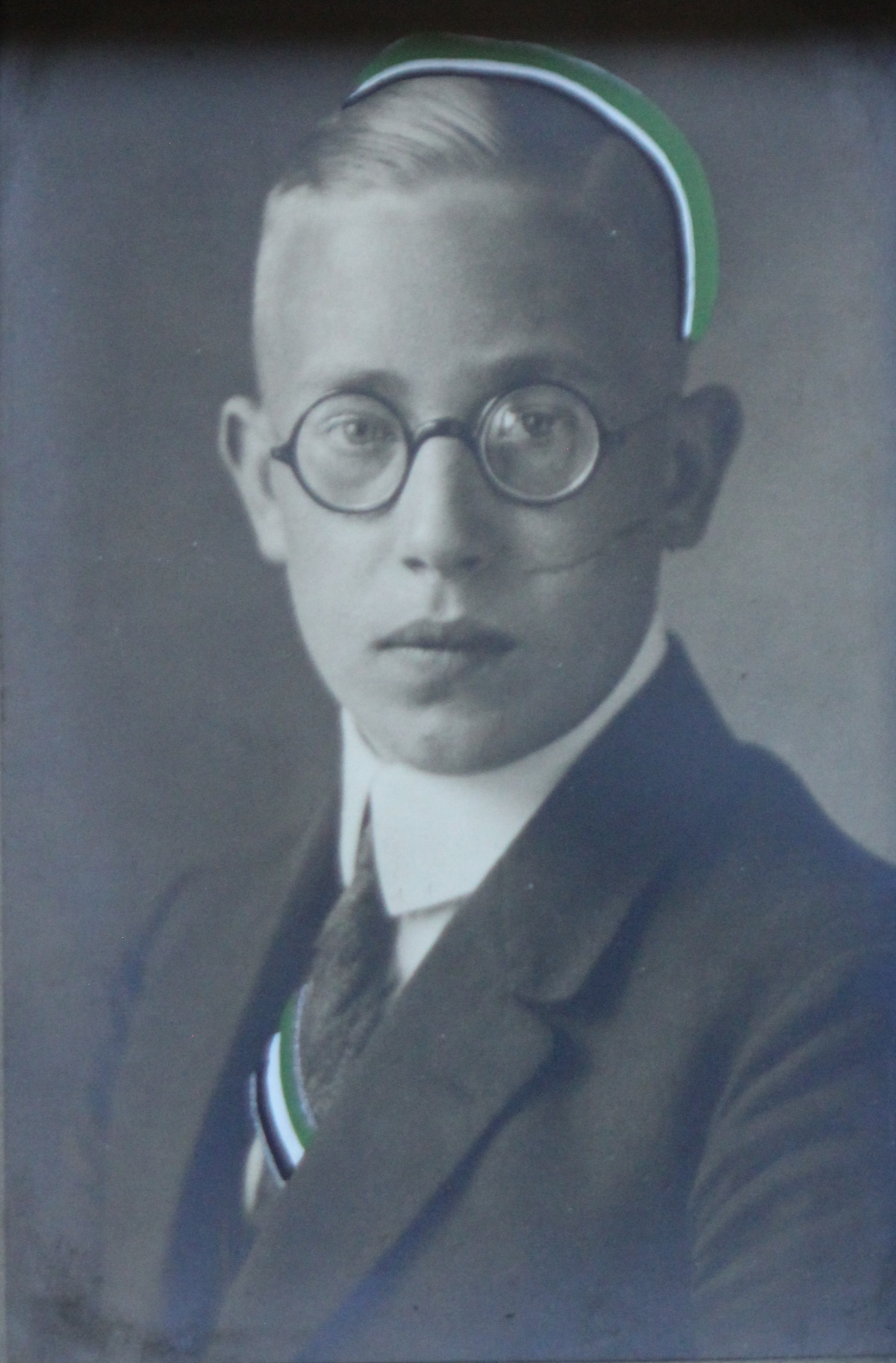
Helmut Kuß

Helmut Kuß (* 26. März 1906 in Göttingen; † 9. Dezember 2006 ebenda) war ein deutscher Verwaltungsjurist. Zuletzt war er Oberstadtdirektor von Göttingen.

## Leben
Kuß studierte ab 1925 Rechtswissenschaft an der Georg-August-Universität Göttingen und wurde im Corps Hildeso-Guestphalia aktiv. 1945 wurde er als Parteiloser mit liberaler Grundeinstellung Syndikus der Stadt Göttingen und 1948 Stadtdirektor der Universitätsstadt mit den Befugnissen eines Oberstadtdirektors, danach war er bis zur erneuten Wahl zum Oberstadtdirektor Kämmerer. Von 1952 bis 1959 wurde Kuß zum zweiten Mal zum Oberstadtdirektor Göttingens gewählt. Im Streit um die Inszenierung eines Theaterstücks von Bertolt Brecht verteidigte er die Rechte des Intendanten Heinz Hilpert. Später schloss er sich der CDU an. Für sie saß er von 1966 bis 1968 im Stadtrat. Sein Nachlass befindet sich im Stadtarchiv Göttingen.